# Myxosargus knowltoni
Myxosargus knowltoni är en tvåvingeart som beskrevs av Charles Howard Curran 1929. Myxosargus knowltoni ingår i släktet Myxosargus och familjen vapenflugor. Inga underarter finns listade i Catalogue of Life.